# Solente
Solente är en kommun i departementet Oise i regionen Hauts-de-France i norra Frankrike. Kommunen ligger i kantonen Guiscard som tillhör arrondissementet Compiègne. År 2022 hade Solente 130 invånare.

## Befolkningsutveckling
Antalet invånare i kommunen Solente
| Referens: INSEE |